# Animals (Muse)
Animals is een nummer van de Britse rockband Muse en is afkomstig van hun zesde studioalbum The 2nd Law.

## Videoclip
Voor de videoclip had Muse samen met Genero.tv een wedstrijd uitgeschreven. Beginnende videomakers konden hun video voor het nummer insturen op een speciale website. Een video gemaakt door twee Portugezen werd uiteindelijk als winnaar gekozen. In deze video bouwen huurbazen een machine om de bewoners van een flat om te zetten in geld. Dit om de achterstallige huur te betalen. Uiteindelijk komt een van de huurbazen erachter dat zijzelf veel meer waard zijn, en ze verdwijnen op een manier ook allemaal in de machine zelf. Een bewoner gooit dan als slot een brandende lucifer op de uiteindelijke stapel geld.
Tijdens concerten wordt een andere video afgespeeld, hierin heeft een zakenman een bedrijf wat eerst goed loopt maar later door de economische crisis kapot wordt gemaakt. Aan het einde van de video krijgt hij een hartaanval en overlijdt daaraan. Een acteur is tijdens concerten in 2013 te zien op het podium waar hij tijdens het nummer smijt met speciale Muse-biljetten.

## In andere media
- Tijdens De Wereld van Klöpping 2.0, een college van DWDD University, werd het nummer gebruikt in een rapportage over hackathons.